# Matto (personaggio)
Matto (Madman), il cui vero nome è Philip Sterns, è un personaggio dei fumetti, creato da Peter David (testi) e Jeff Purves (disegni), pubblicato dalla Marvel Comics. La sua prima apparizione avviene inIncredible Hulk, n. 362 del novembre 1989.
È un supercriminale, tra i principali antagonisti di Hulk, oltre che fratello del Capo.

## Biografia del personaggio
Philip Sterns, brillante fisico nucleare e compagno di studi di Bruce Banner al California Institute of Technology, sviluppò un'ossessione per il suo ex collega, invidiando il genio che lo superava in ogni campo. Questa gelosia lo portò a sottoporsi a esperimenti con radiazioni gamma per emulare il potere dell'Hulk. Tuttavia, il risultato fu una trasformazione in un mostro deforme e incredibilmente forte, accompagnata dallo sviluppo di un disturbo della personalità multipla. Da quel momento, la sua personalità dominante, folle e pericolosa, prese il controllo, spingendolo verso una vita di crimini sotto il nome di Matto.
Matto cercò di eliminare Hulk con un'iniezione velenosa che indebolì progressivamente il gigante verde. Questo portò Hulk a scontrarsi con diversi nemici, tra cui Abominio. Alla fine, Samuel Sterns, il Capo e fratello di Philip, aiutò Hulk a rintracciare Matto per ottenere l'antidoto. Durante lo scontro finale, Matto subì un crollo psicologico che seppellì definitivamente la sua personalità originale. Hulk riuscì a curarsi e avvelenò Matto, lasciandolo morente con l'antidoto appena fuori dalla sua portata.
Nonostante tutto, Matto sopravvisse aumentando la propria massa per raggiungere l'antidoto. Successivamente si infiltrò nell'organizzazione "New World Order" del Teschio Rosso, contribuendo a creare Piecemeal, una creatura capace di imitare i poteri altrui. In uno scontro successivo con Hulk nei pressi del Loch Ness, Matto dimostrò ancora una volta la sua instabilità mentale e la sua crudeltà uccidendo Perseus, un membro in pensione del Pantheon.
Matto fu infine coinvolto in una missione nel paese di Kata Jaya, dove tradì un gruppo rivoluzionario per ottenere maggiori vantaggi dal dittatore locale. Qui combatté contro i Thunderbolts ma trovò la morte per mano del fratello Samuel Sterns. Il Capo gli sussurrò un segreto sulle radiazioni gamma che il cervello di Philip non riuscì a gestire, provocandone l'esplosione.
Dopo la morte, Matto fu condannato all'Inferno, dove il Leader ristrutturò un patto con Mephisto per poter osservare le torture inflitte al fratello. Durante un attacco degli Avengers e dei Thunderbolts al nascondiglio del Capo, Matto fu tra le creature infernali scatenate contro gli eroi.

## Poteri e abilità
Come l'Hulk, Matto possiede una forza e una resistenza immense. Non può aumentare ulteriormente la sua forza, ma ha abilità di trasformazione aggiuntive. È anche un genio dotato, con conoscenze in fisica nucleare e robotica.

## Altri media
Philip Sterns / Matto appare nella serie animata Avengers - I più potenti eroi della Terra, in cui è detenuto nel Cubo, una prigione per cattivi dotati di poteri gamma. 
Appare anche come boss nel videogioco Hulk, doppiato da Paul Dobson in inglese e da Ciro Imparato in italiano.